# Watson Ridge
Watson Ridge är en bergstopp i Antarktis. Den ligger i Östantarktis. Australien gör anspråk på området. Toppen på Watson Ridge är 783 meter över havet.
Terrängen runt Watson Ridge är platt åt nordväst, men åt sydost är den kuperad. Trakten är obefolkad. Det finns inga samhällen i närheten.